# Américo Bacigalupo
Américo Eduardo Bacigalupo León (Asunción, 19 maggio 1928 – Asunción, 2 marzo 1981) è stato un cestista e allenatore di pallacanestro paraguaiano.

## Carriera
Con il Paraguay ha disputato i Campionati sudamericani del 1955.
Da allenatore ha guidato il Paraguay ai Campionati mondiali del 1967.